# Бекяшев, Камиль Абдулович
Ками́ль Абду́лович Бекя́шев (26 августа 1943, Мордовская АССР — 9 декабря 2022, Москва) — советский и российский юрист, специалист по международному праву и правовым проблемам морского рыболовства; доктор юридических наук (1986); профессор и заведующий кафедрой международного права в Московской государственной юридической академии (1989—2010); член Постоянной палаты третейского суда ООН и Международного арбитража по морскому праву ООН; заслуженный юрист РФ (1996) и заслуженный деятель науки РФ (2010).

## Биография
Камиль Бекяшев родился 26 августа 1943 года на территории Мордовской АССР; в 1962 году он поступил на юридический факультет Ленинградского государственного университета (ЛГУ), но вскоре был призван в Советскую армию. В 1965 году, после демобилизации, он продолжил учёбу и стал выпускником рабочего факультета (рабфака) ЛГУ, досрочно завершив обучение в 1968.
Начал работать в управлении внешних сношений Министерства рыбного хозяйства (Министерства рыбной промышленности) СССР; затем работал в проектном институте «Союзморниипроект» и в Институте мировой экономики и международных отношений (ИМЭМО) АН СССР. Работал также и в советском НИИ рыбного хозяйства (ВНИЭРХ). В период с 1970 по 1973 год обучался в аспирантуре на кафедре международного права ЛГУ (заочно). В 1973 году защитил в ЛГУ кандидатскую диссертацию, выполненную под научным руководством профессора Сергея Малинина, на тему «ФАО и правовое регулирование промысла живых ресурсов открытого моря» — стал кандидатом юридических наук.
В 1986 году Бекяшев успешно защитил докторскую диссертацию по теме «Международно-правовые (международноправовые) проблемы управления морским рыболовством: на примере деятельности межправительственных рыбохозяйственных организаций» — стал доктором юридических наук. В феврале 1989 года начал преподавать в Московской государственной юридической академии (МГЮА), где занял должность заведующего кафедрой международного права. Являлся членом Постоянной палаты третейского суда ООН в Гааге и входил в состав международного Арбитража по морскому праву, также действовавшего в рамках ООН.
Бекяшев являлся членом научно-консультативного совета по международному праву, работавшего при Государственной думе РФ; входил в состав учёных советов Казанского государственного университета и МГЮА. В 1996 году также стал членом экспертного совета по правовым наукам Высшей аттестационной комиссии (ВАК). Был избран в состав исполнительного комитета Советской ассоциации международного права (затем — Российской ассоциации международного права); занимал пост вице-президента в Ассоциации международного морского права. Принимал участие в ряде международных конференций: входил в состав официальных делегаций, выезжавших на сессии Ассамблеи международной морской организации и на Всемирные конференции министров рыболовства; участвовал в нескольких конференциях министров рыболовства стран Северной Атлантики.
В период с 1993 по 1995 год Бекяшев принимал участие в сессиях Конференции ООН по разработке и принятию Соглашения ООН 1995 года о трансграничных рыбных запасах и запасах далеко мигрирующих видов. Также принимал участие в работе ряда высших органов международных организаций, связанных с рыбной промышленностью.
Камиль Бекяшев утверждал, что израильское нападение на флотилию свободы в конфликте у берегов Газы (2010) по международным законам расценивается как акт терроризма и подлежит наказанию согласно с конвенцией «О борьбе с незаконными актами, направленными против безопасности морского судоходства» от 1988 года. После критики Израиля в Конфликте у берегов Газы (2010) покинул должность завкафедрой международного права Московской государственной юридической академии.
Камиль Абдулович скончался 9 декабря 2022 года на 80-м году жизни.

## Труды
Автор и соавтор более 250 научных публикаций, в том числе трёх десятков книг (семь учебников). Вёл работу по систематизации и кодификации источников по международному и рыболовному праву — являлся составителем сборников документов по проблемам морского права, включая двухтомник «Международное публичное право»:
- ФАО и правовое регулирование промысла живых ресурсов открытого моря : диссертация ... кандидата юридических наук : 12.00.10. - Ленинград, 1972. - 225 с.
- ФАО и правовое регулирование промысла живых ресурсов открытого моря : Автореферат дис. на соискание ученой степени кандидата юридических наук. (12.00.10) / Ленингр. гос. ун-т им. А. А. Жданова. Юрид. фак. - Ленинград : [б. и.], 1973. - 19 с.
- ФАО и правовые вопросы охраны живых ресурсов открытого моря / К.А. Бекяшев. - Москва : Пищевая пром-сть, 1976. - 185 с.; 21 см.
- Международные морские организации. - Ленинград : Гидрометеоиздат, 1979. - 607 с.; 17 см.
- Международный район дна Мирового океана : Пробл. использ. ресурсов и пространства / [К. А. Бекяшев, Л. Л. Любимов, И. М. Могилевкин и др.; Отв. ред. Л. Л. Любимов]. - Москва : Наука, 1980. - 280 с. : 1 л. карт.; 20 см.
- Охрана природы и рыбохозяйственное законодательство : [Учебник для сред. спец. учеб. заведений по спец. 1018 "Ихтиология и рыбоводство"] / К. А. Бекяшев. - Москва : Лег. и пищ. пром-сть, 1981. - 152 с.; 21 см.
- Практическое пособие по контролю за соблюдением правил предотвращения загрязнения Мирового океана с судов / Калинингр. произв. об-ние рыб. пром-сти "Калининградрыбпром", ЦНИИ информ. и техн.-экон. исслед. рыб. хоз-ва; [Исполн. К. А. Бекяшев, Л. Е. Дмитриевская]. - Москва : ЦНИИТЭИРХ, 1985. - 230, [1] с. : ил.; 20 см.
- Международно-правовое управление морским рыболовством : (на примере деятельности межправительственных рыбохозяйственных организаций) : автореферат дис. ... доктора юридических наук : 12.00.10 / Бекяшев Камиль Абдулович ; [место защиты: Ленинградский государственный университет им. А. А. Жданова]. - Ленинград, 1986. - 37, [1] с.
- Морские аварии промысловых судов : Имуществ. ответственность / К. А. Бекяшев, В. Ф. Сидорченко. - Москва : Агропромиздат, 1987. - 230,[1] с.; 22 см.; ISBN (В пер.) (В пер.) : 1 р. 30 к.
- Международная морская организация : (Конвенции, кодексы и резолюции, принятые по вопр. безопасности мореплавания и ведения промысла) / К. А. Бекяшев, В. Н. Клетной ; ЦНИИ информ. и техн.-экон. исслед. рыб. хоз-ва. - М. : ЦНИИТЭИРХ, 1988-. - 20 см.

Ч. 1: Гл. 1-7. Ч. 1. - Москва : ЦНИИТЭИРХ, 1988. - 206,[1] с.
- Международная морская организация : (Конвенции, кодексы и резолюции, принятые по вопросам безопасности мореплавания и ведения промысла) / К. А. Бекяшев, В. Н. Клетной ; ЦНИИ информ. и техн.-экон. исслед. рыб. хоз-ва. - М. : ЦНИИТЭИРХ, 1988-. - 20 см.

Ч. 2: Гл. 8-11. Ч. 2. - Москва : ЦНИИТЭИРХ, 1988. - 183,[1] с.
- Безопасность на море : Норматив.-правовые аспекты стр-ва и использ. судовой техники : Справочник / К. А. Бекяшев, В. Ф. Сидорченко. - Ленинград : Судостроение, 1988. - 239,[1] с.; 22 см.; ISBN 5-7355-0051-1 (В пер.) : 1 р. 20 к.
- Мировое рыболовство: вопросы международного сотрудничества / К. А. Бекяшев, В. Д. Сапронов. - Москва : Агропромиздат, 1990. - 287, [1] с.; 22 см.; ISBN 5-10-000964-0 (В пер.)
- Морское и рыболовное право. Охрана природы : [Учеб. по спец. "Судовождение" и как учеб. пособие для др. спец. плавсостава учеб. заведений Минрыбхоза СССР] / К. А. Бекяшев, А. А. Волков, С. Г. Каргополов. - Москва : Агропромиздат, 1990. - 366,[1] с.; 22 см. - (Учеб. и учеб. пособия для студентов вузов).; ISBN 5-10-000043-0 (В пер.) : 1 р. 20 к.
- Происшествия с промысловыми судами : Коммент. нормат. актов и судеб. практики : Справочник / К. А. Бекяшев, В. В. Ралько, В. Ф. Сидорченко; Под ред. Е. Д. Ширяева. - Москва : Колос, 1992. - 286,[2] с.; 21 см.; ISBN 5-10-002616-2 : Б. ц.
- Международное публичное право [Текст] : практикум / К. А. Бекяшев, М. Е. Волосов. - Москва : Проспект, 2000. - 238, [1] с.; 20 см.; ISBN 5-8369-0076-0
- Морское рыболовное право : Учеб. для студентов высш. и сред. спец. учеб. заведений по специальностям плавсостава / К. А. Бекяшев. - Москва : Колос, 2001. - 462, [1] с.; 21 см. - (Учебники и учебные пособия для студентов высших и средних специальных учебных заведений).; ISBN 5-10-003610-9
- Международное публичное право : практикум / К. А. Бекяшев, М. Е. Волосов. - Москва : Проспект, 2002. - 238, [1] с.; 20 см.; ISBN 5-94032-019-8 : 5000 экз.
- Международное публичное право : учебник для вузов вузов, обучающихся по специальности 021100 "Юриспруденция" / [Л. П. Ануфриева, К. А. Бекяшев, М. Е. Волосов и др.] ; под ред. К. А. Бекяшева. - 2-е изд., перераб. и доп. - Москва : Проспект : Велби, 2003. - 635, [1] с.; 22 см.; ISBN 5-98032-026-1 (В пер.) : 5000
- Таможенное право : Учеб. пособие / К. А. Бекяшев, Е. Г. Моисеев. - Москва : Проспект : Велби, 2003. - 184 с.; 22 см.; ISBN 5980322892
- Международное публичное право : учебник : учеб. для студентов вузов, обучающихся по специальности 021100 "Юриспруденция" / [Л. П. Ануфриева и др.] ; отв ред. заслуж. юрист РФ, д-р юрид. наук, проф. К. А. Бекяшев ; М-во образования Рос. Федерации, Моск. гос. юрид. акад. - Изд. 3-е, перераб. и доп. - Москва : Проспект, 2004 (ОАО Можайский полигр. комб.). - 927 с.; 22 см.; ISBN 5-98032-693-6 (в пер.)
- Международное частное право : учебник для студентов высших учебных заведений, обучающихся по специальности 021100 "Юриспруденция" / [Л. П. Ануфриев, К. А. Бекяшев, Г. К. Дмитриева и др.] ; под редакцией доктора юридических наук, профессора Г. К. Дмитриевой ; Министерство образования Российской Федерации, Московская государственная юридическая академия. - 2-е изд., перераб. и доп. - Москва : Проспект, 2004. - 687 с.; 22 см.; ISBN 5-98032-349-X : 10000 экз.
- Таможенное право : учеб. пособие / К. А. Бекяшев, Е. Г. Моисеев. - Москва : Проспект, 2005 (ГПП Печ. Двор). - 184 с.; 22 cм.; ISBN 5-482-00104-0 (в пер.)
- Таможенное право : учебник / К. А. Бекяшев, Е. Г. Моисеев ; М-во образования и науки Рос. Федерации, Моск. гос. юрид. акад. - 2-е изд., перераб. и доп. - Москва : Проспект, 2006. - 359 с. : табл.; 22 см.; ISBN 5-482-00867-3 (В пер.)
- Морское рыболовное право: учебник / К. А. Бекяшев; М-во образования и науки Российской Федерации, Московская гос. юридическая акад. - Москва : Проспект, 2007 (Можайск (Моск.обл.) : Можайский полиграфкомбинат). - 560 с.; 22 см.
- Таможенное право : учебник / К. А. Бекяшев, Е. Г. Моисеев ; М-во образования и науки Российской Федерации, Московская гос. юридическая акад. - 2-е изд., перераб. и доп. - Москва : Проспект, 2009. - 359 с. : табл.; 22 см.; ISBN 978-5-392-00398-3 (В пер.)
- Международное публичное право : учебник : для студентов высших учебных заведений, обучающихся по специальности 021100 "Юриспруденция" / [Л. П. Ануфриева и др.] ; отв. ред. К. А. Бекяшев ; М-во образования и науки Российской Федерации, Московская гос. юрид. акад. - Изд. 5-е, перераб. и доп. - Москва : Проспект, 2010. - 997 с.; 22 см.; ISBN 978-5-392-00810-0
- Таможенное право : учебник / К. А. Бекяшев, Е. Г. Моисеев ; М-во образования и науки Российской Федерации, Московская гос. юридическая акад. - 2-е изд., перераб. и доп. - Москва : Проспект, 2010. - 359 с.; 22 см.; ISBN 978-5-392-00879-7 (в пер.)
- Основы права : учебное пособие / [К. А. Бекяшев и др.] ; ; под ред. О. Е. Кутафина ; Московская гос. юрид. акад. им. О. Е. Кутафина. - Москва : Проспект, 2010. - 423 с.; 21 см.; ISBN 978-5-392-00967-1 (в пер.)
- Международное публичное право в вопросах и ответах : учебное пособие / К. А. Бекяшев, Е. Г. Моисеев ; Московская государственная юридическая академия имени О. Е. Кутафина. - Москва : Проспект, 2010. - 224 с.; 20 см.; ISBN 978-5-392-01513-9
- Международное публичное право : учебник : для студентов высших учебных заведений, обучающихся по специальности 021100 "Юриспруденция" / [Л. П. Ануфриева и др.] ; М-во образования и науки Российской Федерации, Московская гос. юридическая акад. им. О. Е. Кутафина ; отв. ред. К. А. Бекяшев. - Изд. 5-е, перераб. и доп. - Москва : Проспект, 2010. - 997 с.; 22 см.; ISBN 978-5-392-01681-5
- Международное право в схемах : учебное пособие / К. А. Бекяшев, М. Е. Волосов. - 2-е изд. - Москва : Проспект, 2012. - 46 с.; 21 см.; ISBN 978-5-392-04832-8
- Международное публичное право в вопросах и ответах : учебное пособие / К. А. Бекяшев, Е. Г. Моисеев ; отв. ред. К. А. Бекяшев. - Москва : Проспект, 2012. - 223, [1] с.; 21 см.; ISBN 978-5-392-03019-4
- Международные проблемы борьбы с ННН промыслом: политика и право = International problems of combating IUU fishing: policy and law / А. А. Крайний, К. А. Бекяшев ; Федеральное агентство по рыболовству, Федеральное гос. унитарное предприятие "Всероссийский науч.-исслед. ин-т рыбного хоз-ва и океанографии" (ФГУП "ВНИРО"). - Москва : Изд-во ВНИРО, 2012. - 358, [1] с. : портр.; 25 см.; ISBN 978-5-85382-374-7 (в пер.)
- Международное право в схемах : учебное пособие : [международные споры, ответственность в международном праве, международные договоры, международные организации, международное экономическое право] / К. А. Бекяшев, М. Е. Волосов. - 2-е изд. - Москва : Проспект, 2013. - 46 с. : ил., табл.; 21 см.; ISBN 978-5-392-10013-2
- Международное публичное право : учебник для бакалавров : для студентов высших учебных заведений, обучающихся по специальности 021100 "Юриспруденция" / [Л. П. Ануфриева и др.] ; отв. ред. К. А. Бекяшев. - Изд. 5-е, перераб. и доп. - Москва : Проспект, 2013. - 997 с.; 22 см.; ISBN 978-5-392-07408-2
- Основы права : учебное пособие для бакалавров / [К. А. Бекяшев в и др.] ; под ред. О. Е. Кутафина. - Москва : Проспект, 2013. - 423 с.; 21 см.; ISBN 978-5-392-09955-9
- Международное публичное право в вопросах и ответах : учебное пособие / К. А. Бекяшев, Е. Г. Моисеев ; отв. ред. проф. К. А. Бекяшев. - Москва : Проспект, 2014. - 223, [1] с.; 21 см.; ISBN 978-5-392-11586-0
- Международное право : учебник для бакалавров [для студентов высших учебных заведений, обучающихся по специальности и направлению подготовки "Юриспруденция"] / [Л. П. Ануфриева и др.] ; отв. ред. К. А. Бекяшев. - Москва : Проспект, 2014. - 350 с.; 22 см. - (Серия учебников МГЮА для бакалавров / М-во образования и науки Российской Федерации, Московский гос. юридический ун-т им. О. Е. Кутафина (МГЮА)).; ISBN 978-5-392-07408-2
- Таможенное право : учебник / К. А. Бекяшев, Е. Г. Моисеев. - 3-е изд., перераб. и доп. - Москва : Проспект, 2014. - 323 с. : табл.; ISBN 978-5-392-13418-2
- Международное право  : учебник для бакалавров / [Л. П. Ануфриева и др.] ; отв. ред. К. А. Бекяшев ; М-во образования и науки Российской Федерации, Московский гос. юридический ун-т им. О. Е. Кутафина (МГЮА). - Москва : Проспект, 2014. - 350 с. : ил. - (Серия учебников МГЮА для бакалавров / М-во образования и науки Российской Федерации, Московский гос. юридический ун-т им. О. Е. Кутафина (МГЮА)).; ISBN 978-5-392-12412-1
- Таможенное право : учебник / К. А. Бекяшев, Е. Г. Моисеев. - 3-е изд., перераб. и доп. - Москва : Проспект, 2015. - 323 с. : табл.; 21 см.; ISBN 978-5-392-13419-9
- Международное право: учебник для бакалавров : для студентов высших учебных заведений, обучающихся по специальности и направлению подготовки "Юриспруденция" / [Л. П. Ануфриева и др.] ; отв. ред. К. А. Бекяшев. - Москва : Проспект, 2015. - 350 с.; 22 см. - (Серия учебников МГЮА для бакалавров / М-во образования и науки Российской Федерации, Московский гос. юридический ун-т им. О. Е. Кутафина (МГЮА)).; ISBN 978-5-392-17759-2
- Право Евразийского экономического союза : учебное пособие / К. Я. Бекяшев, Е. Г. Моисеев ; Федеральное гос. бюджетное образовательное учреждение "Московский гос. юридический ун-т им. О. Е. Кутафина (МГЮА)", Каф. междунар. права. - Москва : Проспект, 2015. - 153 с.; 22 см.; ISBN 978-5-392-17894-0
- Право Евразийского экономического союза : учебное пособие / К. А. Бекяшев, Е. Г. Моисеев ; Федеральное гос. бюджетное образовательное учреждение "Московский гос. юридический ун-т им. О. Е. Кутафина (МГЮА)", Каф. междунар. права. - Москва : Проспект, 2016. - 153 с.; 22 см.; ISBN 978-5-392-18548-1 : 200 экз.
- Международное право в схемах : учебное пособие : [международные споры, ответственность в международном праве, международные договоры, международные организации, международное экономическое право] / К. А. Бекяшев, М. Е. Волосов. - 2-е изд. - Москва : Проспект, 2016. - 46 с. : ил., табл.; 21 см.; ISBN 978-5-392-20300-0 : 1000 экз.
- Международное право : учебник для бакалавров : для студентов образовательных организаций, обучающихся по направлению подготовки "Юриспруденция", квалификация (степень) "бакалавр" / [Л. П. Ануфриева и др.] ; отв. ред. К. А. Бекяшев ; М-во образования и науки Российской Федерации, Московский гос. юридический ун-т им. О. Е. Кутафина (МГЮА). - Москва : Проспект, 2016. - 350 с. : ил., табл.; 22 см.; ISBN 978-5-392-20957-6 : 300 экз.
- Международное право в схемах : учебное пособие : [международные споры, ответственность в международном праве, международные договоры, международные организации, международное экономическое право] / К. А. Бекяшев, М. Е. Волосов. - 2-е изд. - Москва : Проспект, 2017. - 46 с. : ил., табл.; 21 см.; ISBN 978-5-392-23685-5 : 1000 экз.
- Международное право : учебник для бакалавров : для студентов образовательных организаций, обучающихся по направлению подготовки "Юриспруденция", квалификация (степень) "бакалавр" / [Л. П. Ануфриева, К. А. Бекяшев, М. Е. Волосов и др.] ; ответственный редактор доктор юридических наук, профессор, заслуженный деятель науки РФ К. А. Бекяшев ; Министерство образования и науки Российской Федерации, Московский государственный юридический университет имени О. Е. Кутафина (МГЮА). - Москва : Проспект, 2018. - 350 с. : ил.; 21 см. - (Серия учебников МГЮА для бакалавров).; ISBN 978-5-392-26680-7 : 500 экз.
- Россия в меняющемся миропорядке = Russia in a changing world order : монография / [Бекяшев Камиль Абдулович, Вельяминов Георгий Михайлович, Каламкарян Рубен Амаякович и др.] ; под редакцией д.ю.н. Н. Б. Крылова ; Российская академия наук, Институт государства и права. - Москва : Юстицинформ, 2018. - 407 с. : табл.; 22 см.; ISBN 978-5-7205-1515-7 : 500 экз.
- Международное право в схемах : учебное пособие : [международные споры, ответственность в международном праве, международные договоры, международные организации, международное экономическое право] / К. А. Бекяшев, М. Е. Волосов. - 2-е изд. - Москва : Проспект, 2019. - 46 с. : ил., табл.; 21 см.; ISBN 978-5-392-27785-8 : 1000 экз.
- Международное публичное право  = Public international law : учебник / К. А. Бякишев. - Москва : Проспект, 2019. - 1046 с.; 22 см.; ISBN 978-5-392-29680-4 : 1000 экз.
- Международное право = International law : учебник для бакалавров : теория, схемы, казусы / К. А. Бекяшев. - Москва : Проспект, 2020. - 896 с. : ил.; 22 см.; ISBN 978-5-392-30562-9 : 1000 экз.
- Международное право в схемах : учебное пособие / К. А. Бекяшев, М. Е. Волосов. - 2-е изд. - Москва : Проспект, 2020. - 46 с. : табл.; 21 см.; ISBN 978-5-392-30498-1 : 1000 экз.
- Основы международного права : учебное пособие / К. А. Бекяшев. - Москва : Проспект, 2022. - 623 с. : ил., табл.; 22 см.; ISBN 978-5-392-35327-9 : 1000 экз.
- Международное право в схемах : учебное пособие : [международные споры, ответственность в международном праве, международные договоры, международные организации, международное экономическое право] / К. А. Бекяшев, М. Е. Волосов. - 2-е изд. - Москва : Проспект, 2023. - 46 с. : табл.; 21 см.; ISBN 978-5-392-38646-8 : 1000 экз.

- Актуальные проблемы международного права : Сб. науч. тр. / Всесоюз. юрид. заоч. ин-т; [Отв. ред. К. А. Бекяшев]. - Москва : ВЮЗИ, 1989 (1990). - 146,[1] с.; 22 см.
- Международное частное право в документах : [В 6 т. / Сост. К. А. Бекяшев, А. Г. Ходаков]. - М. : Юристъ, 1996-. - 21 см.

Т. 1: Финансы. Валюта. Налоги. Т. 1. - Москва : Юристъ, 1996. - 478 с.; ISBN 5-7357-0167-3 (В пер.) : Б. ц.
- Международное публичное право : Сб. док. / Сост. и авт. вступ. ст. К. А. Бекяшев, А. Г. Ходаков. - М. : Бек, 1996-. - 25 см.

Т. 1. - Москва : Бек, 1996. - 557 с.; ISBN 5-85639-130-6 (В пер.) : Б. ц. 
- Международное публичное право : Сб. док. / Сост. и авт. вступ. ст. К. А. Бекяшев, А. Г. Ходаков. - М. : Бек, 1996-. - 25 см.

Т. 2. - Москва : Бек, 1996. - VIII,530 с.; ISBN 5-85639-139-X (В пер.) : Б. ц.
- Международное частное право : Сб. док. / Сост. и авт. вступ. ст. К. А. Бекяшев, А. Г. Ходаков. - Москва : Бек, 1997. - X, 962 с. : ил.; 25 см.; ISBN 5-85639-176-4 (В пер.) : Б. ц.
- Методические материалы по курсу "Международное публичное право" : для студентов всех форм обучения на 2001/2002, 2002/2003 учебные годы / Министерство образования РФ, Московская государственная юридическая академия, Первый Московский юридический институт, Кафедра международного права ; составители: Бекяшев К. А. [и др.]. - Москва : [б. и.], 2001. - 91, [1] с.; 20 см.
- Программа по учебному курсу "Международное публичной право"/ М-во образования и науки РФ, Московская гос. юридическая акад., Первый Московский юридический ин-т, Каф. международного права ; [сост.: Бекяшев К. А., Моисеев Е. Г.]. - Москва : Academiа, 2002. - 46, [1] с.; 20 см.
- Программа спецкурсов и спецсеминаров по международному праву : для студентов всех специализаций / Министерство образования РФ, Московская государственная юридическая академия, Первый московский юридический институт, Кафедра международного права ; составители: Бекяшев К. А. [и др.]. - Москва : Academia, 2002. - 126, [1] с.; 21 см.
- Борьба с международным терроризмом : сб. док. / М-во образования и науки Рос. Федерации, Моск. гос. юрид. акад., Каф. междунар. права ; науч. ред. В. В. Устинов ; сост.: К. А. Бекяшев, М. Р. Авясов. - Москва : Проспект, 2005 (ОАО Можайский полигр. комб.). - 671 с.; 25 см.; ISBN 5-98032-964-1 (в пер.)
- Международное публичное право : сборник документов / сост. К. А. Бекяшев, Д. К. Бекяшев ; М-во образования и науки Российской Федерации, Московская гос. юридическая акад. - Москва : Проспект, 2009. - 1200 с.; 25 см.; ISBN 978-5-392-00592-5 (в пер.)
- Сборник международных конвенций и соглашений Российской Федерации по вопросам рыболовства / Федеральное агентство по рыболовству ; [сост. К. А. Бекяшев и др.] ; под ред. А. А. Крайнего. - Москва : Проспект, 2010. - 559 с.; 24 см.; ISBN 978-5-392-01381-4
- Будущее международного права : сборник статей / Министерство образования и науки Российской Федерации, Московский государственный юридический университет им. О. Е. Кутафина (МГЮА) ; под редакцией доктора юридических наук, профессора, заслуженного деятеля наук РФ К. А. Бекяшева. - Москва : Проспект, 2016. - 223, [1] с. : ил.; 21 см.; ISBN 978-5-392-21156-2 : 100 экз.
- Захарова, Лариса Ивановна.

Международное спортивное право  : учебник для бакалавров / Л. И. Захарова ; ответственный редактор К. А. Бекяшев ; Министерство образования и науки Российской Федерации, Московский государственный юридический университет имени О. Е. Кутафина (МГЮА). - Москва : Проспект, 2017. - 270 с. - (Серия учебников МГЮА для бакалавров).; ISBN 978-5-392-24103-3
- КО́ДЕКС ТОРГО́ВОГО МОРЕПЛА́ВАНИЯ РФ : [арх. 21 мая 2022] / К. А. Бекяшев // Большая российская энциклопедия : [в 35 т.] / гл. ред. Ю. С. Осипов. — М. : Большая российская энциклопедия, 2004—2017.
- КОСМИ́ЧЕСКОЕ ПРА́ВО МЕЖДУНАРО́ДНОЕ : [арх. 16 июня 2024] / К. А. Бекяшев // Большая российская энциклопедия : [в 35 т.] / гл. ред. Ю. С. Осипов. — М. : Большая российская энциклопедия, 2004—2017.
- ЛЕГАЛИЗА́ЦИЯ : [арх. 15 июня 2024] / К. А. Бекяшев // Большая российская энциклопедия : [в 35 т.] / гл. ред. Ю. С. Осипов. — М. : Большая российская энциклопедия, 2004—2017.
- ЛЕГАЛИЗА́ЦИЯ ДОКУМЕ́НТОВ : [арх. 17 марта 2024] / К. А. Бекяшев // Большая российская энциклопедия : [в 35 т.] / гл. ред. Ю. С. Осипов. — М. : Большая российская энциклопедия, 2004—2017.
- МЕЖДУНАРО́ДНОЕ ПРА́ВО : [арх. 15 июня 2022] / К. А. Бекяшев // Большая российская энциклопедия : [в 35 т.] / гл. ред. Ю. С. Осипов. — М. : Большая российская энциклопедия, 2004—2017.
- МЕЖДУНАРО́ДНЫЕ СПО́РЫ : [арх. 24 января 2022] / К. А. Бекяшев // Большая российская энциклопедия : [в 35 т.] / гл. ред. Ю. С. Осипов. — М. : Большая российская энциклопедия, 2004—2017.
- МЕЖДУНАРО́ДНЫЙ КОММЕ́РЧЕСКИЙ АРБИТРА́ЖНЫЙ СУД : [арх. 15 июня 2022] / К. А. Бекяшев // Большая российская энциклопедия : [в 35 т.] / гл. ред. Ю. С. Осипов. — М. : Большая российская энциклопедия, 2004—2017.
- МЕЖДУНАРО́ДНЫЙ УГОЛО́ВНЫЙ СУД : [арх. 19 июня 2022] / К. А. Бекяшев // Большая российская энциклопедия : [в 35 т.] / гл. ред. Ю. С. Осипов. — М. : Большая российская энциклопедия, 2004—2017.
- МИ́РНЫЙ ДОГОВО́Р : [арх. 3 января 2023] / К. А. Бекяшев // Большая российская энциклопедия : [в 35 т.] / гл. ред. Ю. С. Осипов. — М. : Большая российская энциклопедия, 2004—2017.
- МОРСКА́Я АРБИТРА́ЖНАЯ КОМИ́ССИЯ : [арх. 19 июня 2022] / К. А. Бекяшев // Большая российская энциклопедия : [в 35 т.] / гл. ред. Ю. С. Осипов. — М. : Большая российская энциклопедия, 2004—2017.
- МОРСКО́Е ПРА́ВО : [арх. 15 июня 2022] / К. А. Бекяшев // Большая российская энциклопедия : [в 35 т.] / гл. ред. Ю. С. Осипов. — М. : Большая российская энциклопедия, 2004—2017.
- НАЁМНИК : [арх. 3 января 2023] / К. А. Бекяшев // Большая российская энциклопедия : [в 35 т.] / гл. ред. Ю. С. Осипов. — М. : Большая российская энциклопедия, 2004—2017.
- НОСТРИФИКА́ЦИЯ / К. А. Бекяшев // Большая российская энциклопедия : [в 35 т.] / гл. ред. Ю. С. Осипов. — М. : Большая российская энциклопедия, 2004—2017.
- НО́ТА ДИПЛОМАТИ́ЧЕСКАЯ : [арх. 2 сентября 2022] / К. А. Бекяшев // Большая российская энциклопедия : [в 35 т.] / гл. ред. Ю. С. Осипов. — М. : Большая российская энциклопедия, 2004—2017.
- ОБЯЗА́ТЕЛЬНАЯ ЮРИСДИ́КЦИЯ : [арх. 25 мая 2022] / К. А. Бекяшев // Большая российская энциклопедия : [в 35 т.] / гл. ред. Ю. С. Осипов. — М. : Большая российская энциклопедия, 2004—2017.
- О́БЩЕЕ НАСЛЕ́ДИЕ ЧЕЛОВЕ́ЧЕСТВА : [арх. 30 ноября 2023] / К. А. Бекяшев // Большая российская энциклопедия : [в 35 т.] / гл. ред. Ю. С. Осипов. — М. : Большая российская энциклопедия, 2004—2017.
- ОГОВО́РКА О ПУБЛИ́ЧНОМ ПОРЯ́ДКЕ : [арх. 15 июня 2022] / К. А. Бекяшев // Большая российская энциклопедия : [в 35 т.] / гл. ред. Ю. С. Осипов. — М. : Большая российская энциклопедия, 2004—2017.
- ОКРУЖА́ЮЩЕЙ СРЕДЫ́ МЕЖДУНАРО́ДНОЕ ПРА́ВО : [арх. 22 января 2022] / К. А. Бекяшев // Большая российская энциклопедия : [в 35 т.] / гл. ред. Ю. С. Осипов. — М. : Большая российская энциклопедия, 2004—2017.
- ОТВЕ́ТСТВЕННОСТЬ ЮРИДИ́ЧЕСКАЯ : [арх. 15 июня 2022] / В. Е. Чиркин, К. А. Бекяшев // Большая российская энциклопедия : [в 35 т.] / гл. ред. Ю. С. Осипов. — М. : Большая российская энциклопедия, 2004—2017.
- ОТКРЫ́ТОЕ МО́РЕ : [арх. 5 декабря 2022] / К. А. Бекяшев // Большая российская энциклопедия : [в 35 т.] / гл. ред. Ю. С. Осипов. — М. : Большая российская энциклопедия, 2004—2017.
- ОТКРЫ́ТОЕ НЕ́БО : [арх. 28 мая 2022] / К. А. Бекяшев // Большая российская энциклопедия : [в 35 т.] / гл. ред. Ю. С. Осипов. — М. : Большая российская энциклопедия, 2004—2017.
- ПАРИ́ЖСКАЯ ХА́РТИЯ ДЛЯ НО́ВОЙ ЕВРО́ПЫ : [арх. 25 мая 2022] / К. А. Бекяшев // Большая российская энциклопедия : [в 35 т.] / гл. ред. Ю. С. Осипов. — М. : Большая российская энциклопедия, 2004—2017.
- ПЕРЕМИ́РИЕ / К. А. Бекяшев // Большая российская энциклопедия : [в 35 т.] / гл. ред. Ю. С. Осипов. — М. : Большая российская энциклопедия, 2004—2017.
- ПЕРЕСЕЛЕ́НЦЫ : [арх. 15 июня 2024] / К. А. Бекяшев // Большая российская энциклопедия : [в 35 т.] / гл. ред. Ю. С. Осипов. — М. : Большая российская энциклопедия, 2004—2017.
- ПОСО́ЛЬСТВО : [арх. 8 декабря 2022] / К. А. Бекяшев // Большая российская энциклопедия : [в 35 т.] / гл. ред. Ю. С. Осипов. — М. : Большая российская энциклопедия, 2004—2017.
- ПОСТОЯ́ННАЯ ПАЛА́ТА ТРЕТЕ́ЙСКОГО СУДА́ / К. А. Бекяшев // Большая российская энциклопедия : [в 35 т.] / гл. ред. Ю. С. Осипов. — М. : Большая российская энциклопедия, 2004—2017.
- ПРА́ВО МЕЖДУНАРО́ДНЫХ ДОГОВО́РОВ : [арх. 21 января 2022] / К. А. Бекяшев // Большая российская энциклопедия : [в 35 т.] / гл. ред. Ю. С. Осипов. — М. : Большая российская энциклопедия, 2004—2017.
- ПРИВИЛЕ́ГИИ И ИММУНИТЕ́ТЫ ГОСУДА́РСТВ : [арх. 21 июня 2022] / К. А. Бекяшев // Большая российская энциклопедия : [в 35 т.] / гл. ред. Ю. С. Осипов. — М. : Большая российская энциклопедия, 2004—2017.
- ПРИЗНА́НИЕ ГОСУДА́РСТВ И ПРАВИ́ТЕЛЬСТВ / К. А. Бекяшев // Большая российская энциклопедия : [в 35 т.] / гл. ред. Ю. С. Осипов. — М. : Большая российская энциклопедия, 2004—2017.
- ПРИЗНА́НИЕ ДОКУМЕ́НТОВ, ВЫ́ДАННЫХ О́РГАНАМИ ИНОСТРА́ННОГО ГОСУДА́РСТВА / К. А. Бекяшев // Большая российская энциклопедия : [в 35 т.] / гл. ред. Ю. С. Осипов. — М. : Большая российская энциклопедия, 2004—2017.
- ПРИЗНА́НИЕ И ИСПОЛНЕ́НИЕ РЕШЕ́НИЙ ИНОСТРА́ННЫХ СУДО́В И КОММЕ́РЧЕСКИХ АРБИТРА́ЖЕЙ / К. А. Бекяшев // Большая российская энциклопедия : [в 35 т.] / гл. ред. Ю. С. Осипов. — М. : Большая российская энциклопедия, 2004—2017.
- ПРИМЕНЕ́НИЕ НОРМ ИНОСТРА́ННОГО ПРА́ВА / К. А. Бекяшев // Большая российская энциклопедия : [в 35 т.] / гл. ред. Ю. С. Осипов. — М. : Большая российская энциклопедия, 2004—2017.
- ПРОЛИ́ВЫ МЕЖДУНАРО́ДНЫЕ : [арх. 15 июня 2024] / К. А. Бекяшев // Большая российская энциклопедия : [в 35 т.] / гл. ред. Ю. С. Осипов. — М. : Большая российская энциклопедия, 2004—2017.
- РА́НГИ ДИПЛОМАТИ́ЧЕСКИЕ : [арх. 2 декабря 2022] / К. А. Бекяшев // Большая российская энциклопедия : [в 35 т.] / гл. ред. Ю. С. Осипов. — М. : Большая российская энциклопедия, 2004—2017.
- РЕКВИЗИ́ЦИЯ : [арх. 19 октября 2022] / К. А. Бекяшев // Пустырник — Румчерод. — М. : Большая российская энциклопедия, 2015. — С. 359. — (Большая российская энциклопедия : [в 35 т.] / гл. ред. Ю. С. Осипов ; 2004—2017, т. 28). — ISBN 978-5-85270-365-1.
- РЕ́КИ МЕЖДУНАРО́ДНЫЕ : [арх. 15 июня 2024] / К. А. Бекяшев // Большая российская энциклопедия : [в 35 т.] / гл. ред. Ю. С. Осипов. — М. : Большая российская энциклопедия, 2004—2017.
- РЕПАРА́ЦИИ : [арх. 2 октября 2022] / К. А. Бекяшев // Большая российская энциклопедия : [в 35 т.] / гл. ред. Ю. С. Осипов. — М. : Большая российская энциклопедия, 2004—2017.
- РЕПРЕССА́ЛИИ : [арх. 15 июня 2022] / К. А. Бекяшев // Большая российская энциклопедия : [в 35 т.] / гл. ред. Ю. С. Осипов. — М. : Большая российская энциклопедия, 2004—2017.
- РЕСТИТУ́ЦИЯ : [арх. 15 июня 2022] / К. А. Бекяшев // Большая российская энциклопедия : [в 35 т.] / гл. ред. Ю. С. Осипов. — М. : Большая российская энциклопедия, 2004—2017.
- РЕТО́РСИИ : [арх. 15 июня 2022] / К. А. Бекяшев // Большая российская энциклопедия : [в 35 т.] / гл. ред. Ю. С. Осипов. — М. : Большая российская энциклопедия, 2004—2017.
- САМООБОРО́НА : [арх. 25 мая 2022] / К. А. Бекяшев // Большая российская энциклопедия : [в 35 т.] / гл. ред. Ю. С. Осипов. — М. : Большая российская энциклопедия, 2004—2017.
- СА́НКЦИЯ : [арх. 1 апреля 2022] / К. А. Бекяшев // Большая российская энциклопедия : [в 35 т.] / гл. ред. Ю. С. Осипов. — М. : Большая российская энциклопедия, 2004—2017.
- СЕЦЕ́ССИЯ : [арх. 3 января 2023] / К. А. Бекяшев // Большая российская энциклопедия : [в 35 т.] / гл. ред. Ю. С. Осипов. — М. : Большая российская энциклопедия, 2004—2017.
- СОВЕ́Т ЕВРО́ПЫ : [арх. 8 октября 2022] / К. А. Бекяшев // Большая российская энциклопедия : [в 35 т.] / гл. ред. Ю. С. Осипов. — М. : Большая российская энциклопедия, 2004—2017.
- СОГЛАСИ́ТЕЛЬНЫЕ ПРОЦЕДУ́РЫ / К. А. Бекяшев // Большая российская энциклопедия : [в 35 т.] / гл. ред. Ю. С. Осипов. — М. : Большая российская энциклопедия, 2004—2017.
- СПЕЦИАЛИЗИ́РОВАННЫЕ УЧРЕЖДЕ́НИЯ ООН, : [арх. 20 июня 2022] / К. А. Бекяшев // Большая российская энциклопедия : [в 35 т.] / гл. ред. Ю. С. Осипов. — М. : Большая российская энциклопедия, 2004—2017.
- СТОКГО́ЛЬМСКИЙ АРБИТРА́ЖНЫЙ СУД : [арх. 21 января 2021] / К. А. Бекяшев // Большая российская энциклопедия : [в 35 т.] / гл. ред. Ю. С. Осипов. — М. : Большая российская энциклопедия, 2004—2017.
- СУВЕРЕ́ННЫЕ ПРАВА́ : [арх. 9 ноября 2022] / К. А. Бекяшев // Большая российская энциклопедия : [в 35 т.] / гл. ред. Ю. С. Осипов. — М. : Большая российская энциклопедия, 2004—2017.
- ТЕРРИТО́РИЯ ГОСУДА́РСТВЕННАЯ / К. А. Бекяшев // Большая российская энциклопедия : [в 35 т.] / гл. ред. Ю. С. Осипов. — М. : Большая российская энциклопедия, 2004—2017.
- ТИ́ТУЛЬНАЯ НА́ЦИЯ : [арх. 15 июня 2024] / К. А. Бекяшев // Большая российская энциклопедия : [в 35 т.] / гл. ред. Ю. С. Осипов. — М. : Большая российская энциклопедия, 2004—2017.
- ТРАНСФОРМА́ЦИЯ : [арх. 15 июня 2024] / К. А. Бекяшев // Большая российская энциклопедия : [в 35 т.] / гл. ред. Ю. С. Осипов. — М. : Большая российская энциклопедия, 2004—2017.
- ТРИБУНА́ЛЫ МЕЖДУНАРО́ДНЫЕ : [арх. 19 июня 2022] / К. А. Бекяшев // Большая российская энциклопедия : [в 35 т.] / гл. ред. Ю. С. Осипов. — М. : Большая российская энциклопедия, 2004—2017.

## Награды
- орден Дружбы (2021)[5];
- заслуженный юрист РФ (1996);
- заслуженный деятель науки РФ (2010).